# Tellurure de manganèse(II)
Le tellurure de manganèse(II), ou simplement tellurure de manganèse, est un composé du manganèse et du tellure, de formule MnTe. Le manganèse y est à l'état d'oxydation +II, et le tellure −II.

## Propriétés
Longtemps considéré comme antiferromagnétique, le tellurure de manganèse(II) est en fait altermagnétique. Sa température de Néel est de 307 K.

## Préparation
On peut préparer le tellure de manganèse en mélangeant du manganèse et du tellure fondus, sous vide.